# Ischyropsalis adamii
Espèce
Synonymes
- Ischyropsalis apuanus Caporiacco, 1930
- Ischyropsalis amseli Roewer, 1950
- Ischyropsalis kratochvili Roewer, 1950
- Ischyropsalis apuanus nanus Dresco, 1968

Ischyropsalis adamii est une espèce d'opilions dyspnois de la famille des Ischyropsalididae.

## Distribution
Cette espèce est endémique d'Italie. Elle se rencontre dans les Apennins.

## Description
La femelle décrite par Roewer en 1950 mesure 7 mm.

## Systématique et taxinomie
Cette espèce a été décrite par Canestrini en 1873.
Ischyropsalis apuanus, Ischyropsalis amseli et Ischyropsalis kratochvili ont été placées en synonymie par Martens en 1969.
Ischyropsalis apuanus nanus a été placée en synonymie par Schönhofer en 2013.

## Étymologie
Cette espèce est nommée en l'honneur de Giovanni Battista Adami.

## Publication originale
- Canestrini, 1873 : « Nuove specie Italiane di Arachnidi. » Atti della Società Veneto-Trentina di Scienze Naturali, vol. 2, p. 45–52.